# Final Fantasy Crystal Chronicles: The Crystal Bearers
Final Fantasy Crystal Chronicles: The Crystal Bearers (яп. ファイナルファンタジークリスタルクロニクル クリスタルベアラー «Носители кристалла») — японская компьютерная игра в жанре action-adventure, разработанная и выпущенная в 2009 году компанией Square Enix для приставки Wii. Изначально издавалась исключительно на японском языке, но уже через несколько месяцев появились версии для других регионов: Северной Америки и PAL-региона. Хронологически игра представляет собой шестую и на данный момент последнюю часть в серии Crystal Chronicles.
Геймплей во многом напоминает первую игру линейки Crystal Chronicles, сражения по-прежнему разворачиваются в реальном времени, однако жанровая составляющая, в отличие от оригинала, уходит от РПГ больше в сторону adventure. Задействована необычная система поддержания внутриигрового баланса — противники не становятся сильнее в ходе прохождения, вместо этого они получают новые способности, и победить их становится всё сложнее. Кроме того, поведением врагов управляет развитый искусственный интеллект, заставляющий монстров по-разному реагировать на расположенных поблизости других существ и действия главного героя. Важное место в геймплее занимает возможность применять телекинез: на расстоянии управлять окружающими объектами, нажимать переключатели, заставлять неигровых персонажей поступать против своей воли. Сюжет берёт начало через тысячу лет после окончания оригинальной Final Fantasy Crystal Chronicles.
Создавая The Crystal Bearers, разработчики стремились сделать эту игру ориентированной прежде всего на однопользовательский режим, чтобы она как можно больше отличалась от оригинальной игры, заточенной под мультиплеер. Официальный анонс состоялся в 2005 году на выставке Electronic Entertainment Expo, через год там же был показан первый тизер-трейлер. Однако первая сколько-нибудь детальная информация появилась только в мае 2007 года, когда разработчики представили общественности полноценный видеоролик с геймплеем и дали несколько интервью относительно этого проекта. После длительного затишья в декабре 2008 года журнал Electronic Gaming Monthly опубликовал новость об отмене The Crystal Bearers, хотя через некоторое время уполномоченный представитель Square Enix опроверг эту информацию — работа над игрой всё ещё идёт, и релиза осталось ждать не долго. Следующий большой трейлер распространялся в комплекте с Wii-версией Final Fantasy Crystal Chronicles: Echoes of Time — он включает поздние нововведения создателей, описывает инновационные особенности геймплея и показывает традиционные для серии Final Fantasy элементы. В конце марта открылся официальный сайт, а по японскому телевидению пошли рекламные ролики с песней «We Weren't Born to Follow» группы Bon Jovi.

## Отзывы и продажи
| Сводный рейтинг | Сводный рейтинг |
| Агрегатор       | Оценка          |
| --------------- | --------------- |
| GameRankings    | 67,73 %         |

В первый же день после релиза было продано 26 тысяч копий The Crystal Bearers, что составляет примерно 34 % от всего тиража, тогда как продажи за две недели составили 43,7 тысяч. Японский журнал Famitsu дал игре тридцать баллов из сорока, похвалив интересные повороты сюжета, уникальных персонажей и внимание к мельчайшим деталям. При этом изданию не понравилась игровая карта, которая лишь запутывает играющего и не всегда помогает сориентироваться в окружающей обстановке. Западные обозреватели разделились во мнениях и удостоили проект смешанных отзывов. Так, X-Play полностью раскритиковал игру, дав ей всего лишь два балла из пяти, издания Game Informer и IGN остановились на оценках 5,5 и 6,2 соответственно. Положительный обзор появился в американском журнале Nintendo Power, они присудили The Crystal Bearers восемь баллов из десяти.